# Julija Podskalna
Julija Władimirowna Podskalna (ros.: Юлия Владимировна Подскальная; ur. 18 kwietnia 1989 w Nieriechcie) – rosyjska siatkarka, grająca na pozycji środkowej.

## Sukcesy klubowe
Mistrzostwo Rosji:
- 2021
- 2017, 2019, 2020
- 2013

Puchar Rosji:
- 2014, 2016

Puchar CEV:
- 2015, 2017

Klubowe Mistrzostwa Świata:
- 2015

Superpuchar Szwajcarii:
- 2015

Puchar Szwajcarii:
- 2016

Mistrzostwo Szwajcarii:
- 2016

Superpuchar Rosji:
- 2019

## Sukcesy reprezentacyjne
Mistrzostwa Świata Kadetek:
- 2005